# Chapter and Verse
Chapter and Verse es un álbum recopilatorio del músico estadounidense Bruce Springsteen, programado para ser publicado el 23 de septiembre de 2016 por la compañía discográfica Columbia Records. El álbum servirá de acompañamiento a la autobiografía del músico, Born to Run, que será editada cuatro días más tarde. El recopilatorio ilustra la carrera musical de Springsteen con un total de dieciocho canciones seleccionadas por el propio músico, cinco de las cuales no habían sido publicadas. El álbum contiene las primeras grabaciones de Springsteen con los grupos The Castiles, Steel Mill y The Bruce Springsteen Band, así como los primeros demos para Columbia y canciones de sus álbumes de estudio entre 1973 y 2012.

## Lista de canciones
1. "Baby I"
  - The Castiles (grabada el 2 de mayo de 1966 en Mr. Music, Brick Township, New Jersey)
2. "You Can't Judge a Book by the Cover"
  - The Castiles (grabada el 16 de septiembre de 1967 en The Left Foot, Freehold, NJ)
3. "He’s Guilty (The Judge Song)"
  - Steel Mill (grabada el 22 de febrero de 1970 en Pacific Recording Studio, San Mateo, CA)
4. "Ballad of Jesse James"
  - The Bruce Springsteen Band (grabada el 14 de marzo de 1972 en Challenger Eastern Surfboards, Highland, NJ)
5. "Henry Boy"
  - (grabada en juno de 1972 en Mediasound Studios, New York)
6. "Growin' Up"
  - (grabada el 3 de mayo de 1972 en Columbia Records Recordings Studios, New York)
7. "4th of July, Asbury Park (Sandy)"
  - (1973, The Wild, the Innocent & the E Street Shuffle)
8. "Born to Run" 
  - (1975, Born to Run)
9. "Badlands"
  - (1978, Darkness on the Edge of Town)
10. "The River
  - (1980, The River)
11. "My Father's House"
  - (1982, Nebraska)
12. "Born in the U.S.A."
  - (1984, Born in the U.S.A.)
13. "Brilliant Disguise"
  - (1987, Tunnel of Love)
14. "Living Proof"
  - (1992, Lucky Town)
15. "The Ghost of Tom Joad"
  - (1995, The Ghost of Tom Joad)
16. "The Rising"
  - (2002, The Rising")
17. "Long Time Comin'"
  - (2005, Devils & Dust)
18. "Wrecking Ball"
  - (2012, Wrecking Ball)